# Spasskogammarus tzvetkovae
Spasskogammarus tzvetkovae är en kräftdjursart som beskrevs av Edward Lloyd Bousfield 1979. Spasskogammarus tzvetkovae ingår i släktet Spasskogammarus och familjen Anisogammaridae. Inga underarter finns listade i Catalogue of Life.